# Wara Wara
Wara Wara es un largometraje boliviano dirigido por José María Velasco Maidana, basado en la obra teatral La voz de la quena del escritor Antonio Díaz Villamil. El largometraje se estrenó en la ciudad de La Paz en 1930. Según la prensa del momento fue un éxito de taquilla.
Durante mucho tiempo se pensó que la película se había perdido, pero se encontró en 1989, se restauró y reestrenó en septiembre de 2010. Es el único largometraje boliviano conocido que haya sobrevivido de la época del cine mudo.

## Argumento

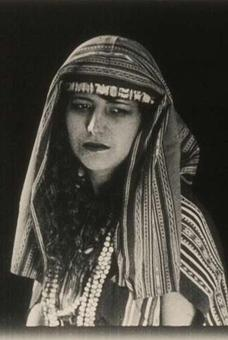
Actriz principal del largometraje

La película cuenta la historia de amor imposible de la princesa Wara Wara, hija de un curaca llamado Calicuma y de Nitaya, que viven en Hatum Colla, capital de Collasuyo, con el capitán español Tristán de la Vega en la época de la conquista española.. Esta relación amorosa es rechazada por la comunidad a la que pertenece Wara Wara.
La historia se desarrolla en el siglo XVI, en la época de la conquista de Collasuyo y la llegada de los conquistadores españoles a la región del lago Titicaca. Tras la derrota de su pueblo, masacrado por los españoles, Wara Wara, joven heredera del linaje inca, logra huir y refugiarse en las montañas. Allí conoce a Tristán de la Vega quien la salva de un intento de violación por parte de otros conquistadores.
El triunfo del amor de la pareja protagonista abre una nueva etapa con la unión de las dos razas. Este icónico final recuerda a El nacimiento de una nación (The Birth of a Nation, 1915) de D. W. Griffith

## Reparto
- Juanita Tallansier ... Wara Wara
- José María Velasco Maidana ... Tristán de la Vega
- Dámaso Eduardo Delgado ... Arawicu
- Guillermo Viscarra Fabre ... Calicuma, padre de Wara Wara[a]
- Emmo Reyes ... Barbolín Gordillo
- Arturo Borda ... sacerdote Huillac Huma[b]
- Marina Nuñez del Prado[c]
- Marta de Velasco ... Nitaya
- Raúl Montalvo ... Apu Mayta
- Eduardo Camacho ... Pipinto
- Juan Capriles ... Quipu Camayo
- Humberto Viscarra ... el monje Valverde

## Recuperación y restauración

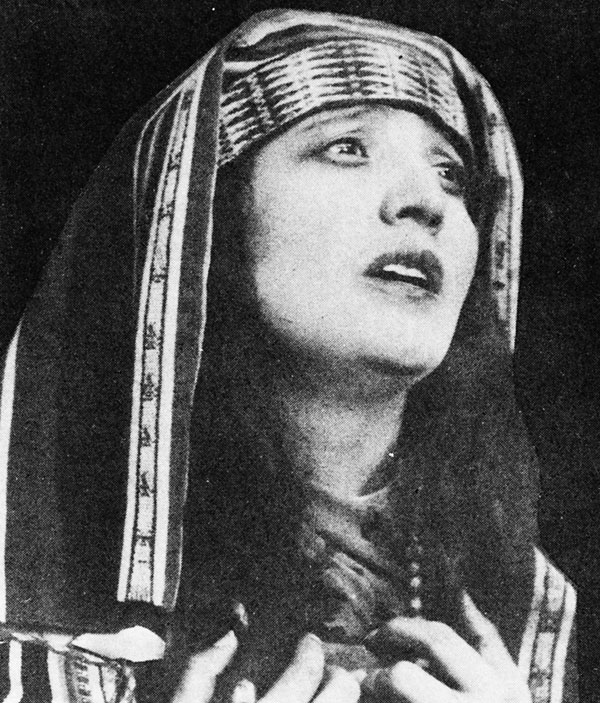
Juanita Tallansier en un fotograma de la película.

Después de setenta años de su presentación original, el 23 de septiembre de 2010 en la Cinemateca Boliviana se presentó una versión restaurada del filme, tras haber encontrado veinte años antes una copia de la película en un viejo baúl.
La versión restaurada, de una duración aproximada de 20 minutos, se estrenó en el cine Astor en la ciudad de Cochabamba el 28 de septiembre de 2010.
En la composición de la música original participó al compositor argentino Enrique Mario Casella (1891-1948), quien pocos años después comenzaría un proyecto de realizar óperas con influencias cinematográficas en la ciudad de Tucumán.